# Ibram Lassaw
 Ibram Lassaw  (* 4. Mai 1913 in Alexandria, Ägypten; † 30. Dezember 2003 in East Hampton, NY) war ein US-amerikanischer Bildhauer und Maler russischer Abstammung. Er gehörte zu den bedeutenden Vertretern des Abstrakten Expressionismus.

## Leben
Ibram Lassaw wurde 1913 als Sohn russischer Eltern: Philip and Bertha (Zaleski) Lassaw in Alexandria in Ägypten geboren. Er zog mit seinen Eltern 1921 in die USA. Ibram Lassaw studierte von 1926 bis 1930 am Clay Club und von 1930 bis 1931 am Beaux Arts Institute of Design in New York. Seine Kunst zeigte sich von den Werken von Jacques Villon, Sophie Taeuber-Arp und Wassily Kandinsky beeinflusst.
In den frühen 1930er Jahren begann er abstrakt zu arbeiten. Er fertigte neben seinen filigranen Metallskulpturen abstrakte und konstruktivistische Malereien und Zeichnungen. Im Jahr 1933 hatte er seine erste Ausstellung in der Contemporary Arts Gallery New York. Er arbeitete 1935 bis 1936 für das Works Progress Administration (WPA) Federal Art Project. Im Jahr 1950 stellte er im Salon des Realities Nouvelles in Paris aus. Nach 1950 war er Lehrer an der American University in Washington, D.C. Ibram Lassaw war unter anderem Teilnehmer der Biennale von Venedig 1954, der Biennale von São Paulo 1957 und der documenta II 1959 in Kassel. Seine Werke werden regelmäßig auf nationalen und internationalen Ausstellungen weltweit gezeigt, sie sind Bestandteil bedeutender Sammlungen und Museen, zu denen zum Beispiel auch das Museum of Modern Art in New York gehört. Seit 1984 war er gewähltes Mitglied der American Academy of Arts and Letters.